# Gordon Clark (cầu thủ bóng đá)
Gordon Vincent Clark (15 tháng 6 năm 1914 – 18 tháng 10 năm 1997) là một cầu thủ bóng đá người Anh thi đấu ở vị trí hậu vệ. Sau đó ông tham gia công tác trinh sát, huấn luyện và quản lý.